# پارادوکس اطلاعات سیاه‌چاله

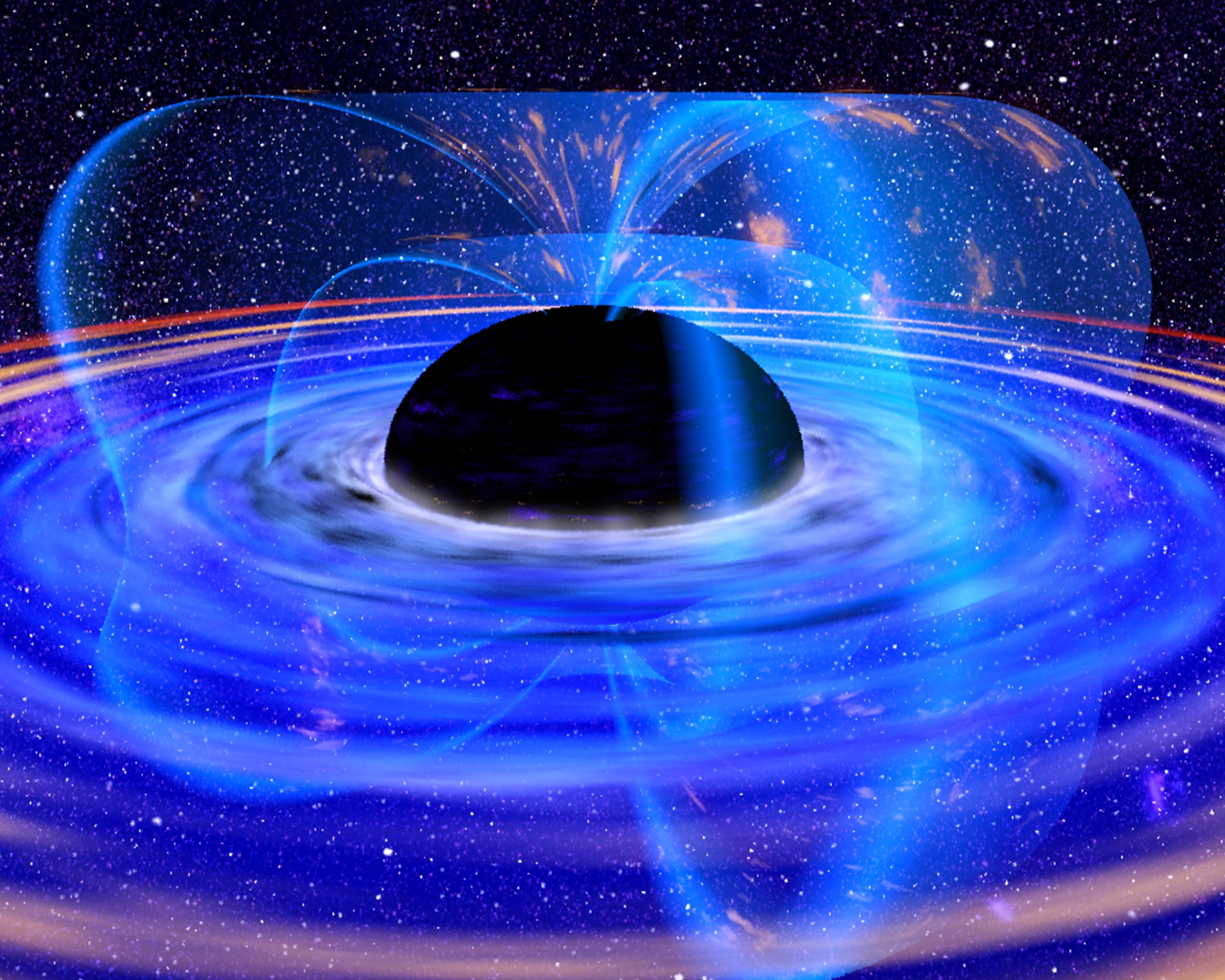
برداشتی هنری از یک سیاه‌چاله

 پارادوکس اطلاعات سیاه‌چاله (به انگلیسی: Black hole information paradox) یک پارادوکس است که از ترکیب مکانیک کوانتوم و نسبیت عام پدید می‌آید. بر اساس این پارادوکس٬ اطلاعات فیزیکی می‌تواند در یک سیاه‌چاله برای همیشه ناپدید گردد که به معنای کاهش یافتن تعداد زیادی از حالت‌های فیزیکی به یک حالت است (از دست رفتن اطلاعات).
این یک تناقض است ٬ چرا که یکی از فرضیات اساسی علم را زیر سؤال می‌برد: از لحاظ نظری، معین بودن حالت یک سیستم در یک زمان معین، باید حالت سیستم را برای همیشه معین کند. یکی از اصول موضوع کوانتوم‌مکانیک این است که اطلاعات یک سیستم در تابع موج آن تا زمان فروریزش تابع موج قرار دارد. تحول تابع موج با عملگر یکانی (به انگلیسی: unitary operator) مشخص می‌کند که یکانی بودن بیانگر پایستگی اطلاعات در معنای کوانتومی است. این بیان، سخت‌ترین شکل جبرگرایی است.